# Альойзув (Мазовецьке воєводство)
Альойзув (пол. Alojzów) — село в Польщі, у гміні Ілжа Радомського повіту Мазовецького воєводства.
Населення — 159 осіб (2011).
У 1975-1998 роках село належало до Радомського воєводства.

## Демографія
Демографічна структура станом на 31 березня 2011 року:
|          | Загалом | Допрацездатний вік | Працездатний вік | Постпрацездатний вік |
| -------- | ------- | ------------------ | ---------------- | -------------------- |
| Чоловіки | 77      | 7                  | 60               | 10                   |
| Жінки    | 82      | 15                 | 46               | 21                   |
| Разом    | 159     | 22                 | 106              | 31                   |